# Valsa nº 6
Valsa nº 6 es una obra de teatro brasileña escrita por Nelson Rodrigues en 1951. A pesar no tener un alcance popular, ni ser un éxito de taquilla (ya que estuvo solo cuatro meses en cartel), es considerada por los críticos como una gran obra y volvió a colocar al autor en las páginas de los periódicos.

## Sinopsis
Es un monólogo contado por el personaje de Sônia, una niña asesinada a los quince años que lucha, entre delirios, por conseguir reconstruir el rompecabezas de recuerdos que tiene en su memoria. Nelson Rodrigues decidió hacer una obra barata y atractiva al mismo tiempo para el estreno de su hermana pequeña, Dulce Rodrigues, como actriz.